# Tatsuru Mukojima
Tatsuru Mukojima (født 9. januar 1966) er en tidligere japansk fodboldspiller.
Han har spillet for flere forskellige klubber i sin karriere, herunder Toshiba, Shimizu S-Pulse og Kawasaki Frontale.